# Ciclene
Il ciclene è la più rappresentativa poliammina ciclica.
Nelle poliammine cicliche l'unità strutturale fondamentale, la cui ripetizione caratterizza questi composti, è formata, generalmente, dal gruppo -NHCH2CH2-

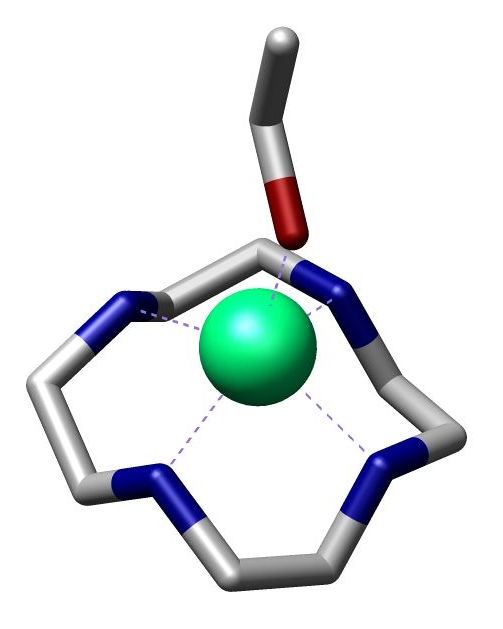
Modello di un complesso ione Zn(II) coordinato a un ciclene e a un etanolo, riportato in Inorg. Chem., 1997, 4579-4584.